# Аль-Хувалиди, Мохаммед Салман
Мохаммед Салман Аль-Хувалиди (араб. محمد سلمان الخويلدي‎; род. 14 июня 1981, Дахран, Саудовская Аравия) — легкоатлет, представляющий Саудовскую Аравию и специализирующийся в прыжках в длину. Бронзовый призёр Чемпионата мира в помещении 2008 года в Валенсии.

## Карьера
На крупных международных соревнованиях Мохаммед Салман Аль-Хувалиди дебютировал в 2002 году на Чемпионате Азии. В 2004 году на Панарабских играх он завоевал серебряную награду, а 2005 году на Исламских играх солидарности он выиграл золотую медаль.
Персональный рекорд дальности прыжка Аль-Хувалиди установил в 2006 году на соревнованиях в Соттевиле, где он прыгнул на 8,48 метра. На Всемирном легкоатлетическом финале-2006 в Штутгарте спортсмен занял второе место, уступив Ирвину Саладино.
На Чемпионате Азии в 2007 году в Аммане стал чемпионом соревнований, показав дальность 8,16 метра. В этом же году стал чемпионом Панарабских игр.
В марте 2008 года на Чемпионате мира в закрытом помещении, проводимом в Валенсии, спортсмен показал дальность 8,01 метра и стал бронзовым призёром соревнований, уступив только Годфри Хотсо Мокоена из ЮАР и британцу Крису Томлинсону.
На Летних Олимпийских играх 2008 года в Пекине Мохамед Салман нес флаг Саудовской Аравии на церемонии открытия. На Олимпиаде он участвовал в соревнованиях по прыжкам в длину и занял 14-е место с результатом 7,80 метра.
После главного старта четырёхлетия спортивные успехи Аль-Хувалиди пошли на убыль. На Чемпионате мира 2009 года в Берлине он показал всего тридцать шестой результат и после сезона 2010 года в крупных соревнованиях участия не принимал.